# Piper chimonanthifolium
Piper chimonanthifolium är en pepparväxtart som beskrevs av Carl Sigismund Kunth. Piper chimonanthifolium ingår i släktet Piper och familjen pepparväxter. Inga underarter finns listade i Catalogue of Life.